# Krikor Melikyan
Krikor Arakel Immanuel Melikyan (* 5. Oktober 1924 in Bielefeld; † 27. Oktober 2023 in Berlin) war ein deutsch-armenischer Schauspieler und Synchronsprecher.

## Leben und Karriere
1950 spielte Melikyan auf der Naturbühne Blauer See in Ratingen bei den dort stattfindenden zweiten Karl-May-Spielen die Titelrolle Winnetou (unter der Regie von Hannes Felgner, dem Winnetou-Darsteller in Rathen von 1940). 1968 hatte er ein Karl-May-Comeback: er spielte den Großen Wolf in Der Schatz im Silbersee in der Berliner Deutschlandhalle.
Er spielte 1955 in Düsseldorf unter Gustaf Gründgens den Echten Prinzen in der Uraufführung des Theaterstücks Der Drachenthron von Wolfgang Hildesheimer. 1967 spielte er in Die Mission. Des Weiteren spielte er in Alma Mater (1969), Die Bilder laufen (1972), Novembermond (1985), Orchideen des Wahnsinns (1986) oder Letzte Nachrichten (1989) mit.
Als Synchronsprecher sprach er unter anderem in Gremlins 2 – Die Rückkehr der kleinen Monster und Chip und Chap – Die Ritter des Rechts.
Krikor Melikyan war auch als Schriftsteller und Übersetzer tätig. Seine letzte Ruhestätte findet er auf dem Friedhof Heerstraße in Berlin-Westend.

## Filmografie (Auswahl)
- 1965: Das Kriminalmuseum, Folge: Der Koffer
- 1967: Dem Täter auf der Spur, Folge: Zehn Kisten Whisky
- 1968: Das Kriminalmuseum, Folge: Die Reifenspur
- 1968: Stahlnetz: Ein Toter zuviel
- 1973: Lokaltermin, Folge: Der Amokfahrer
- 1975: Beschlossen und verkündet, Folge: Schüsse im Morgengrauen
- 1978: Ein Mann will nach oben
- 1985: Novembermond
- 1986: Orchideen des Wahnsinns
- 1987: Sierra Leone
- 1989: Mrs. Harris fährt nach Monte Carlo
- 1991: Mrs. Harris und der Heiratsschwindler
- 1996: Mona M. – Mit den Waffen einer Frau, Episode: Hasenjagd
- 2005: Der Fund

## Hörspiele (Auswahl)
Die ARD-Hörspieldatenbank enthält für den Zeitraum von 1963 bis 2009 (Stand: November 2023) 29 Datensätze, bei denen Krikor Melikyan als Sprecher geführt wird.
- 1979–1991: Michael Koser: Professor van Dusen (verschiedene Rollen in 13 Folgen) – Regie: Rainer Clute (RIAS Berlin)